# Circonscription de Sinana
La circonscription de Sinana est une des 177 circonscriptions législatives de l'État fédéré Oromia, elle se situe dans la Zone Balé. Sa représentante actuelle est Halima Muhamed Feqi.